# Lorenzo González (Fussballspieler, 2000)
Lorenzo José González Montesdeoca (* 10. April 2000 in Las Palmas de Gran Canaria, Spanien) ist ein Schweizer Fussballspieler spanischer Abstammung. Aktuell steht er beim FC St. Gallen unter Vertrag und ist an den FK Ústí nad Labem ausgeliehen.

## Vereinskarriere

### Servette FC
González wurde in Las Palmas de Gran Canaria geboren. Seine spanische Mutter und sein Schweizer Vater zogen aber nach Genf um. Hier schloss sich Lorenzo González bereits mit fünf Jahren der Jugend von Servette an. Als Junior in Genf wurde er jedes Jahr bester Torschütze und bester Vorbereiter.

### Manchester City
Im Juli 2016 zeigten verschiedene grosse Vereine Interesse, darunter auch Real Madrid. Er entschied sich aber zu einem Wechsel zu Manchester City und unterschrieb einen Vierjahresvertrag.
Nachdem er die Jugendakademie durchlaufen hatte, gab González sein Debüt im Erwachsenenfußball für die U21-Mannschaft Manchester Citys auswärts gegen Crewe Alexandra in der Football League Trophy. Er erzielte beim 4:1-Sieg das zwischenzeitliche 2:0.

### Málaga
Da er sich in Manchester nicht durchsetzen konnte, schloss er sich am 2. September dem spanischen Zweitligisten Málaga an. In Malaga gab er am 17. September wurde er am 17. September 2019 sein Profidebüt, als er in der zweiten Halbzeit eingewechselt wurde. Das Spiel gegen Rayo Vallecano endete 1:1 unentschieden.

### St. Gallen
Da González auch in Málaga zu wenig Einsätzen kam, wechselte er in der Winterpause der Saison 2019/20 zum FC St. Gallen. Damit machte er denselben Weg wie Miro Muheim und Jérémy Guillemenot, welche beide früh ins Ausland wechselten und ebenfalls vom FC St. Gallen verpflichtet wurden. Jedoch wurde er durch einen Kreuzbandriss ausgebremst und musste für über ein Jahr pausieren, sodass er nur ein Spiel für die Ostschweizer bestritt. Um Spielpraxis sammeln zu können, wurde er im September 2021 an den tschechischen Zweitligisten FK Ústí nad Labem verliehen.

## Nationalmannschaftskarriere
Lorenzo González absolvierte von 2014 bis 2019 insgesamt 31 Partien für Schweizer Juniorennationalmannschaften, wobei er 15 Tore erzielte.